# G.S.D. Lascaris
Gruppo Sportivo Dilettantistico Lascaris hay đơn giản là Lascaris là một câu lạc bộ bóng đá Ý đến từ Pianezza, Piedmont. Đội trong mùa giải 2012-13 đã chơi ở Eccellenza.

## Lịch sử
Câu lạc bộ được thành lập vào năm 1954 bởi những chàng trai thường lui tới nhà nguyện của giáo xứ Pianezza, nằm gần Villa Lascaris Lưu trữ ngày 30 tháng 3 năm 2012 tại Wayback Machine, được xây dựng bởi Hầu tước Agostino Lascaris của Ventimiglia,, người đã đặt tên cho đội.
Vào mùa hè năm 2011, đội thăng hạng bằng cách lấp đầy chỗ trống từ Eccellenza Piedmont và Aosta Valley đến Serie D lần đầu tiên.
Vào mùa 2011-12, đội đã ngay lập tức xuống hạng một lần nữa để Eccellenza.

## Màu sắc và huy hiệu
Màu sắc bên cạnh ban đầu là màu xanh hoàng gia, cho đến khi chủ tịch Lelio Bettini thay đổi chúng bằng màu đen và trắng, giống như màu của Juventus.